# Georg Brandt (generale)
Julius Georg Brandt (Woltersdorf, 24 agosto 1876 – Berlino, 21 aprile 1945) è stato un generale tedesco.

## Biografia
Georg Brandt era figlio del proprietario del maniero di Woltersdorf, Julius Brandt, e discendente di agricoltori della vicina Magdeburgo. Dopo aver frequentato il liceo a Magdeburgo, iniziò la sua carriera militare il 24 settembre 1894, unendosi al 15º reggimento dei dragoni. Nel 1896, fu promosso tenente. Nel 1900, apparteneva alla brigata di occupazione tedesca in Cina e prese parte alla soppressione della ribellione dei Boxer. Laureato all'accademia di guerra prussiana, all'inizio della prima guerra mondiale, comandò uno squadrone di cavalleria e fu poi trasferito allo staff della 9ª divisione di cavalleria. Dopo la guerra, prestò servizio successivamente come comandante di reggimento e divisione. Dal 1929 al 1931, fu ispettore di cavalleria nella Repubblica di Weimar. Dopo il gennaio 1931, andò nella riserva.
Tornò al servizio militare attivo il 26 agosto 1939, come tenente generale. All'inizio della seconda guerra mondiale, prese il comando del III comando della guardia di frontiera. A settembre, durante l'invasione della Polonia, gli fu affidato il compito di occupare Katowice e altre città dell'Alta Slesia, proteggere le miniere e altri impianti industriali dalla distruzione, e riprendere l'estrazione o la produzione in essi il più presto possibile. Negli ordini emessi, ordinò ai soldati di trattare gli slesiani con rispetto, perché non erano "in territorio nemico", ma sulle ex terre tedesche.
Il 18 ottobre 1939, fu trasferito sul fronte occidentale come comandante del XXXIII comando delle forze speciali e prese parte alla campagna occidentale, come parte della 7ª armata. Sotto il suo comando, la città francese di Mulhouse fu occupata il 20 giugno 1940. Successivamente, insieme allo staff del XXXVI comando superiore, fu trasferito in Norvegia, dove fu promosso generale di cavalleria il 1º dicembre 1940. Si ritirò il 30 aprile 1942. Suo figlio, il colonnello Heinz Brandt, morì durante l'attentato a Hitler del 20 luglio 1944. Il 21 aprile 1945, poco prima della fine della seconda guerra mondiale, si suicidò in città, circondato dall'Armata Rossa, durante la battaglia di Berlino.